# Bistagno
Bistagno är en ort och kommun i provinsen Alessandria i regionen Piemonte i Italien. Kommunen hade 1 794 invånare (2018).